# Андерсон, Джон Филип
Джон Фи́лип А́ндерсон (англ. John Philip Anderson) — британский политолог, специалист по Восточной Европе. Профессор политологии и директор Школы международных отношений Сент-Эндрюсского университета.

## Биография
В 1986 году получил учёную степень доктора философии по политологии в Лондонской школе политических и экономических наук. В 1987—1991 годах преподавал в Лондонской школе политических и экономических наук, Вестминстерском, Мидлсекском и Эдинбургском университетах. С 1991 года является профессором политологии Сент-Эндрюсского университета, где также занимает пост директора Школы международных исследований.

## Сфера научных интересов
Советская и постсоветская политика (в особенности Центральная Азия), религия и политика; религия, демократия и демократизация, консервативная христианская политика в России и США.

## Избранная библиография
- Anderson, John. The Hare Krishna Movement in the USSR // Religion in Communist Lands. — 1986. — Вып. 14, № 3. — С. 316—317.
- Anderson, John. Religion and the Soviet State: A Report on Religious Repression in the U.S.S.R. on the Occasion of the Christian Millennium. — Washington, D.C.: Puebla Institute, 1988. — 67 p. — ISBN 0-945102-03-8.
- Anderson, John. Religion, State and Politics in the Soviet Union and Successor States. — Cambridge: Cambridge University Press, 1994. — 252 p. — ISBN 0-521-46784-5.